# Zalucie (hromada Zabrodzie)
Zalucie (ukr. Залюття) – wieś na Ukrainie w rejonie kowelskim, w obwodzie wołyńskim. Miejscowość została założona w 1828 roku. W II Rzeczypospolitej wchodziła w skład gminy wiejskiej Lelików w powiecie kobryńskim województwa poleskiego.
Do 2020 w rejonie ratnieńskim.